# Transorb
Um transorb (Transient Voltage Suppressor) é um componente eletrônico destinado a absorver picos de sobre-tensões em circuitos eletrônicos.
São disponíveis em configurações bidirecionais ou unidirecionais, em encapsulamento PTH ou SMD. Caracterizam-se por uma elevada velocidade de resposta  ocupando dimensões físicas muito pequenas. São muito eficazes para resolver problemas de atendimento de características no tocante a compatibilidade eletromagnética : testes de burst, surge ou onda amortecida. Aplicáveis tanto na alimentação DC como em sinais analógicos.
Devido a pequena dimensões, possuem a características de não adicionar capacitância ao circuito.
Funcionalmente são muito mais rápidos que capacitores supressores de ruido, varistores e centelhadores a gás.
Cuidados na especificação trata de máxima capacidade de dissipação térmica. Esta é especificada em  W/ms) Watts por milisegundo. Por exemplo: um transorb com capacidade de 600 Watts de dissipação, permite esta durante um período de tempo de apenas um milisegundo. No milisegundo seguinte, esta capacidade de dissipação cai a metade, seguindo esta regra sucessivamente.
Quando utilizados em substituição aos diodos roda-livre para cargas indutivas com alimentação em corrente contínua, ele permite uma absorção durante o desligamento muito mais rápida da energia armazenada no campo magnético. Em relés permite um desligamento mais rápido. Lembrar que é um componente com custo muito superior aos diodos convencionais.
Na área de automação e instrumentação, os transorbs podem ser utilizados para proteção e filtragem de sinais analógicos, onde a existência de sobretensões induzidas (pelo chaveamento de elevadas cargas) trazem a instabilidade de leituras. Neste caso sugere-se a instalação destes dispositivos nos bornes de entrada dos sinais de medição.
Abaixo da tensão de comutação, os transorbs não influenciam o sinal.